# Бай Сергій Вікторович
Сергій Вікторович Бай (2004 — 2023) — український військовослужбовець, учасник російсько-української війни.

## Життєпис
Народився в 2004-му році в селі Старий Тараж Тернопільської області. Закінчив Фаховий коледж Кременецької обласної гуманітарно-педагогічної академії ім.Тараса Шевченка .
Солдат, зовнішній пілот (оператор) безпілотних літальних апаратів батальйону спеціального призначення бригади АЗОВ.
Загинув 27 жовтня 2023 в Луганській області.
Похований 1 листопада 2023 року в родинному селі.

## Нагороди
- Орден «За мужність» III ступеня[3].